# Eszlámábád-e Garb megye

Kermánsáh tartomány megyéinek elhelyezkedése

Eszlámábád-e Garb megye (perzsául: شهرستان اسلاآباد غرب) Irán Kermánsáh tartománynak egyik déli megyéje az ország nyugati részén. Északon és északkeleten, keleten Kermánsáh megye, délen Ilám tartomány, nyugatról az Gilánegarb megye, északnyugatról Dáláhu megye határolják. Székhelye a 89 000 fős Eszlámábád-e Garb városa. Második legnagyobb városa az 1300 fős Homejl. A megye lakossága 149 376 fő. A megye két további kerületre oszlik: Központi kerület és Homejl kerület.

## Fordítás
- Ez a szócikk részben vagy egészben  az   Eslamabad-e Gharb County című angol Wikipédia-szócikk ezen változatának fordításán alapul.  Az eredeti cikk szerkesztőit annak laptörténete sorolja fel. Ez a jelzés csupán a megfogalmazás eredetét és a szerzői jogokat jelzi, nem szolgál a cikkben szereplő információk forrásmegjelöléseként.